# Prins Valiant
Prins Valiant (org. amerikansk titel: Prince Valiant – In the Days of King Arthur) er en tegneserie skabt af Hal Foster. Den første side offentliggjordes den 13. februar 1937 i New York Journal. I dag består serien af over 1800 sider og er stadig i produktion.
Prins Valiant handler om den unge prins Valiant af Thule (som i serien er henlagt til Norges kyst) og foregår omkring det 5. århundrede. Prinsen møder bl.a. hunnerne og besøger fjerne steder som Afrika og Rom. Meget af handlingen udspiller sig ved Kong Arthurs hof på Camelot, hvor  Merlin, Sir Gaiwan og andre fra Kong Arthur-myten har hjemme.
Hal Foster tegnede og skrev først serien selv, men fra 1970 delte han tegnearbejdet med John Cullen Murphy. Fra 1978 overtog Murphy hele tegnearbejdet og efter Fosters død i 1982 også skrivearbejdet. De senere år fik han hjælp til manuskripterne af sin søn, Cullen, , og sin datter, Mairead, til tegningen. I marts 2004 trak Murphy sig tilbage, og Gary Gianni producerer nu serien til de mere end 300 aviser verden over, der ugentlig bringer den.
Prins Valiant adskiller sig fra mange andre tegneserier på to måder: Dels er der ikke talebobler, men al talen er placeret i tekstbokse. Dels bliver figurerne ældre som serien udvikler sig.
Serien blev udgivet i Danmark næsten fra starten: den kørte i seriebladet Skipper Skræk 1938-1963. Også i Ude og Hjemme og Århus Stiftstidende. Albumudgaverne udkom hos Interpresse, senere hos Carlsen, der stoppede med nummer 50 I Hans Majestæts tjeneste, da det album markerede Hal Fosters endelige exit fra serien.
Herefter var der nogen forvirring om serien skulle fortsætte. Men efter kort tid overgik Prins Valiant til det norske forlag Thule, som også udgiver serien på norsk og er nået til nr. 73 (pr. 2013). De danske album distribueres af forlaget Faraos Cigarer.
Før Prins Valiant havde Hal Foster tegnet en avistegneserie-udgave af Tarzan. Denne regnes for verdens første adventure-tegneserie og udkom i Danmark i ugebladet Tempo (ikke at forveksle med det senere tegneserieblad Fart og Tempo).
Prins Valiant har været filmatiseret tre gange, dels som spillefilm i hhv. 1954 og 1997, og dels som tv-serie i 1991-1994.